# Sveriges damlandskamper i fotboll 2019

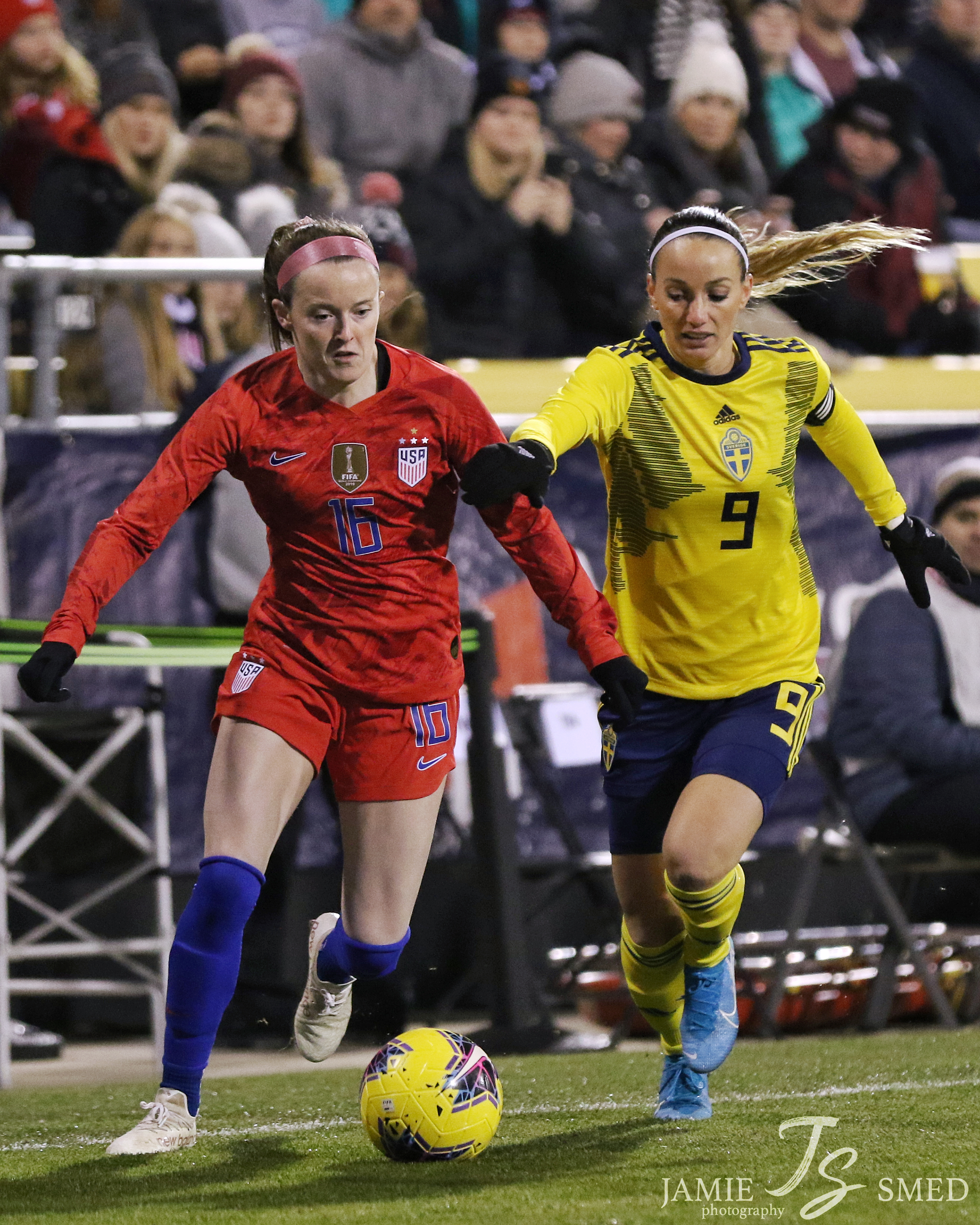
Kosovare Asllani mot Rose Lavelle i årets sista match. Asllani blev landslagets bästa målgörare 2019.

Sveriges damlandskamper i fotboll 2019 utgjordes av mästerskapsmatcher, cupmatcher, kvalmatcher och vänskapsmatcher. Det svenska damlandslaget deltog i VM under sommaren 2019,  där det blev bronsmedalj. Under våren deltog laget i Algarve Cup, och under hösten spelades kvalmatcher till EM 2022.

## Träningslandskamp vinter
|             | 22 januari  | Sydafrika | 0 – 0   | Sverige | Green Point Stadium                                        |                                                            |
| 19:00 UTC+2 | 19:00 UTC+2 |           | Rapport |         | Sydafrika Publik: 5 057 Domare: Letticia Viana (Swaziland) | Sydafrika Publik: 5 057 Domare: Letticia Viana (Swaziland) |
| 19:00 UTC+2 | 19:00 UTC+2 |           |         |         | Sydafrika Publik: 5 057 Domare: Letticia Viana (Swaziland) | Sydafrika Publik: 5 057 Domare: Letticia Viana (Swaziland) |
| 19:00 UTC+2 | 19:00 UTC+2 |           |         |         | Sydafrika Publik: 5 057 Domare: Letticia Viana (Swaziland) | Sydafrika Publik: 5 057 Domare: Letticia Viana (Swaziland) |

## Algarve Cup
Algarve Cup förändrade formatet till detta år, och delade in de tolv lagen i fyra stycken trelagsgrupper. Sverige vann sin grupp och spelade match om tredjeplats mot Kanada.

### Gruppspel
|             | 27 februari | Sverige                                         | 4 – 1           | Schweiz                    | Estádio Algarve                          |                                          |
| 16:45 UTC±0 | 16:45 UTC±0 | Mimmi Larsson 7′, 40′, 67′ Kosovare Asllani 62′ | (2 – 1) Rapport | 26′ Ana-Maria Crnogorcevic | Faro Domare: Laura Fortunato (Argentina) | Faro Domare: Laura Fortunato (Argentina) |
| 16:45 UTC±0 | 16:45 UTC±0 |                                                 |                 |                            | Faro Domare: Laura Fortunato (Argentina) | Faro Domare: Laura Fortunato (Argentina) |
| 16:45 UTC±0 | 16:45 UTC±0 |                                                 |                 |                            | Faro Domare: Laura Fortunato (Argentina) | Faro Domare: Laura Fortunato (Argentina) |

|             | 1 mars      | Portugal                           | 2 – 1           | Sverige            | Estádio Municipal de Albufeira                 |                                                |
| 16:45 UTC±0 | 16:45 UTC±0 | Diana Silva 71′ Cláudia Neto 90+4′ | (0 – 0) Rapport | 68′ Nathalie Björn | Albufeira Domare: Maria-Belén Carvajal (Chile) | Albufeira Domare: Maria-Belén Carvajal (Chile) |
| 16:45 UTC±0 | 16:45 UTC±0 |                                    |                 |                    | Albufeira Domare: Maria-Belén Carvajal (Chile) | Albufeira Domare: Maria-Belén Carvajal (Chile) |
| 16:45 UTC±0 | 16:45 UTC±0 |                                    |                 |                    | Albufeira Domare: Maria-Belén Carvajal (Chile) | Albufeira Domare: Maria-Belén Carvajal (Chile) |

### Match om 3:e plats
Sverige står som hemmalag i Svenska Fotbollförbundets officiella matchrapport, men anges som bortalag av övriga matchrapportörer.
|             | 6 mars      | Kanada | 0 – 0                      | Sverige                                                                                                 | Estádio Algarve                                |                                                |
| 17:00 UTC±0 | 17:00 UTC±0 | | Rapport                    | | Faro Domare: Anna-Marie Keighley (Nya Zeeland) | Faro Domare: Anna-Marie Keighley (Nya Zeeland) |
| 17:00 UTC±0 | 17:00 UTC±0 | |                            | | Faro Domare: Anna-Marie Keighley (Nya Zeeland) | Faro Domare: Anna-Marie Keighley (Nya Zeeland) |
| 17:00 UTC±0 | 17:00 UTC±0 | Sophie Schmidt Christine Sinclair Deanne Rose Ashley Lawrence Janine Beckie Kadeisha Buchanan Jessie Fleming | Straffsparksläggning 6 – 5 | Anna Anvegård Linda Sembrant Nathalie Björn Mimmi Larsson Sofia Jakobsson Magdalena Ericsson Hanna Glas | Faro Domare: Anna-Marie Keighley (Nya Zeeland) | Faro Domare: Anna-Marie Keighley (Nya Zeeland) |

## Träningslandskamper vår
|             | 6 april     | Sverige            | 1 – 2           | Tyskland                                | Friends Arena                                              |                                                            |
| 13:45 UTC+2 | 13:45 UTC+2 | Caroline Seger 71′ | (0 – 0) Rapport | 51′ Kathrin Hendrich 65′ Linda Dallmann | Stockholm Publik: 25 882 Domare: Lina Lehtovaara (Finland) | Stockholm Publik: 25 882 Domare: Lina Lehtovaara (Finland) |
| 13:45 UTC+2 | 13:45 UTC+2 |                    |                 |                                         | Stockholm Publik: 25 882 Domare: Lina Lehtovaara (Finland) | Stockholm Publik: 25 882 Domare: Lina Lehtovaara (Finland) |
| 13:45 UTC+2 | 13:45 UTC+2 |                    |                 |                                         | Stockholm Publik: 25 882 Domare: Lina Lehtovaara (Finland) | Stockholm Publik: 25 882 Domare: Lina Lehtovaara (Finland) |

|             | 9 april     | Österrike | 0 – 2           | Sverige                                | BSFZ-Arena                                                     |                                                                |
| 19:10 UTC+2 | 19:10 UTC+2 |           | (0 – 0) Rapport | 58′ Sofia Jakobsson 87′ Nathalie Björn | Maria Enzersdorf Publik: 2 150 Domare: Riem Hussein (Tyskland) | Maria Enzersdorf Publik: 2 150 Domare: Riem Hussein (Tyskland) |
| 19:10 UTC+2 | 19:10 UTC+2 |           |                 |                                        | Maria Enzersdorf Publik: 2 150 Domare: Riem Hussein (Tyskland) | Maria Enzersdorf Publik: 2 150 Domare: Riem Hussein (Tyskland) |
| 19:10 UTC+2 | 19:10 UTC+2 |           |                 |                                        | Maria Enzersdorf Publik: 2 150 Domare: Riem Hussein (Tyskland) | Maria Enzersdorf Publik: 2 150 Domare: Riem Hussein (Tyskland) |

|             | 31 maj      | Sverige              | 1 – 0           | Sydkorea | Gamla Ullevi                                                  |                                                               |
| 18:45 UTC+2 | 18:45 UTC+2 | Madelen Janogy 90+2′ | (0 – 0) Rapport |          | Göteborg Publik: 6 854 Domare: Florence Guillemin (Frankrike) | Göteborg Publik: 6 854 Domare: Florence Guillemin (Frankrike) |
| 18:45 UTC+2 | 18:45 UTC+2 |                      |                 |          | Göteborg Publik: 6 854 Domare: Florence Guillemin (Frankrike) | Göteborg Publik: 6 854 Domare: Florence Guillemin (Frankrike) |
| 18:45 UTC+2 | 18:45 UTC+2 |                      |                 |          | Göteborg Publik: 6 854 Domare: Florence Guillemin (Frankrike) | Göteborg Publik: 6 854 Domare: Florence Guillemin (Frankrike) |

## Världsmästerskapet

### Gruppspel
| 12          | 11 juni 2019 | Chile | 0 – 2           | Sverige                                   | Roazhon Park                                          |                                                       |
| 18:00 UTC+2 | 18:00 UTC+2  |       | (0 – 0) Rapport | 83′ Kosovare Asllani 90+4′ Madelen Janogy | Rennes Publik: 15 875 Domare: Lucila Venegas (Mexiko) | Rennes Publik: 15 875 Domare: Lucila Venegas (Mexiko) |
| 18:00 UTC+2 | 18:00 UTC+2  |       |                 |                                           | Rennes Publik: 15 875 Domare: Lucila Venegas (Mexiko) | Rennes Publik: 15 875 Domare: Lucila Venegas (Mexiko) |
| 18:00 UTC+2 | 18:00 UTC+2  |       |                 |                                           | Rennes Publik: 15 875 Domare: Lucila Venegas (Mexiko) | Rennes Publik: 15 875 Domare: Lucila Venegas (Mexiko) |

| 24          | 16 juni 2019 | Sverige                                                                                                | 5 – 1           | Thailand                | Allianz Riviera                                       |                                                       |
| 15:00 UTC+2 | 15:00 UTC+2  | Linda Sembrant 6′ Kosovare Asllani 19′ Fridolina Rolfö 42′ Lina Hurtig 81′ Elin Rubensson 90+6′ (str.) | (3 – 0) Rapport | 90+1′ Kanjana Sungngoen | Nice Publik: 9 354 Domare: Salima Mukansanga (Rwanda) | Nice Publik: 9 354 Domare: Salima Mukansanga (Rwanda) |
| 15:00 UTC+2 | 15:00 UTC+2  | |                 |                         | Nice Publik: 9 354 Domare: Salima Mukansanga (Rwanda) | Nice Publik: 9 354 Domare: Salima Mukansanga (Rwanda) |
| 15:00 UTC+2 | 15:00 UTC+2  | |                 |                         | Nice Publik: 9 354 Domare: Salima Mukansanga (Rwanda) | Nice Publik: 9 354 Domare: Salima Mukansanga (Rwanda) |

| 35          | 20 juni 2019 | Sverige | 0 – 2           | USA                                         | Stade Océane                                                      |                                                                   |
| 21:00 UTC+2 | 21:00 UTC+2  |         | (0 – 1) Rapport | 3′ Lindsey Horan 50′ (sjm.) Jonna Andersson | Le Havre Publik: 22 418 Domare: Anastasia Pustovoitova (Ryssland) | Le Havre Publik: 22 418 Domare: Anastasia Pustovoitova (Ryssland) |
| 21:00 UTC+2 | 21:00 UTC+2  |         |                 |                                             | Le Havre Publik: 22 418 Domare: Anastasia Pustovoitova (Ryssland) | Le Havre Publik: 22 418 Domare: Anastasia Pustovoitova (Ryssland) |
| 21:00 UTC+2 | 21:00 UTC+2  |         |                 |                                             | Le Havre Publik: 22 418 Domare: Anastasia Pustovoitova (Ryssland) | Le Havre Publik: 22 418 Domare: Anastasia Pustovoitova (Ryssland) |

### Slutspel

#### Åttondelsfinal
| 42          | 24 juni 2019 | Sverige                | 1 – 0           | Kanada | Parc des Princes                                        |                                                         |
| 21:00 UTC+2 | 21:00 UTC+2  | Stina Blackstenius 55′ | (0 – 0) Rapport |        | Paris Publik: 38 078 Domare: Kate Jacewicz (Australien) | Paris Publik: 38 078 Domare: Kate Jacewicz (Australien) |
| 21:00 UTC+2 | 21:00 UTC+2  |                        |                 |        | Paris Publik: 38 078 Domare: Kate Jacewicz (Australien) | Paris Publik: 38 078 Domare: Kate Jacewicz (Australien) |
| 21:00 UTC+2 | 21:00 UTC+2  |                        |                 |        | Paris Publik: 38 078 Domare: Kate Jacewicz (Australien) | Paris Publik: 38 078 Domare: Kate Jacewicz (Australien) |

#### Kvartsfinal
| 48          | 29 juni 2019 | Tyskland        | 1 – 2           | Sverige                                    | Roazhon Park                                                 |                                                              |
| 18:30 UTC+2 | 18:30 UTC+2  | Lina Magull 16′ | (1 – 1) Rapport | 22′ Sofia Jakobsson 48′ Stina Blackstenius | Rennes Publik: 25 301 Domare: Stéphanie Frappart (Frankrike) | Rennes Publik: 25 301 Domare: Stéphanie Frappart (Frankrike) |
| 18:30 UTC+2 | 18:30 UTC+2  |                 |                 |                                            | Rennes Publik: 25 301 Domare: Stéphanie Frappart (Frankrike) | Rennes Publik: 25 301 Domare: Stéphanie Frappart (Frankrike) |
| 18:30 UTC+2 | 18:30 UTC+2  |                 |                 |                                            | Rennes Publik: 25 301 Domare: Stéphanie Frappart (Frankrike) | Rennes Publik: 25 301 Domare: Stéphanie Frappart (Frankrike) |

#### Semifinal
| 50          | 3 juli 2019 | Nederländerna      | 0000 1 – 0 (e.fl.) | Sverige | Parc Olympique Lyonnais                                                |                                                                        |
| 21:00 UTC+2 | 21:00 UTC+2 | Jackie Groenen 99′ | (0 – 0) Rapport    |         | Décines-Charpieu Publik: 48 452 Domare: Marie-Soleil Beaudoin (Kanada) | Décines-Charpieu Publik: 48 452 Domare: Marie-Soleil Beaudoin (Kanada) |
| 21:00 UTC+2 | 21:00 UTC+2 |                    |                    |         | Décines-Charpieu Publik: 48 452 Domare: Marie-Soleil Beaudoin (Kanada) | Décines-Charpieu Publik: 48 452 Domare: Marie-Soleil Beaudoin (Kanada) |
| 21:00 UTC+2 | 21:00 UTC+2 |                    |                    |         | Décines-Charpieu Publik: 48 452 Domare: Marie-Soleil Beaudoin (Kanada) | Décines-Charpieu Publik: 48 452 Domare: Marie-Soleil Beaudoin (Kanada) |

#### Bronsmatch
| 51          | 6 juli 2019 | England        | 1 – 2           | Sverige                                  | Allianz Riviera                                               |                                                               |
| 17:00 UTC+2 | 17:00 UTC+2 | Fran Kirby 31′ | (1 – 2) Rapport | 11′ Kosovare Asllani 22′ Sofia Jakobsson | Nice Publik: 20 316 Domare: Anastasia Pustovoitova (Ryssland) | Nice Publik: 20 316 Domare: Anastasia Pustovoitova (Ryssland) |
| 17:00 UTC+2 | 17:00 UTC+2 |                |                 |                                          | Nice Publik: 20 316 Domare: Anastasia Pustovoitova (Ryssland) | Nice Publik: 20 316 Domare: Anastasia Pustovoitova (Ryssland) |
| 17:00 UTC+2 | 17:00 UTC+2 |                |                 |                                          | Nice Publik: 20 316 Domare: Anastasia Pustovoitova (Ryssland) | Nice Publik: 20 316 Domare: Anastasia Pustovoitova (Ryssland) |

## EM-kval
|             | 3 september 2020 | Lettland         | 1 – 4           | Sverige                                                                               | Daugava Stadion                                       |                                                       |
| 19:00 UTC+3 | 19:00 UTC+3      | Olga Ševcova 14′ | (1 – 1) Rapport | 32′ Linda Sembrant 50′ Amanda Ilestedt 59′ (str.) Caroline Seger 68′ Kosovare Asllani | Liepāja Publik: 673 Domare: Emanuela Rusta (Albanien) | Liepāja Publik: 673 Domare: Emanuela Rusta (Albanien) |
| 19:00 UTC+3 | 19:00 UTC+3      |                  |                 |                                                                                       | Liepāja Publik: 673 Domare: Emanuela Rusta (Albanien) | Liepāja Publik: 673 Domare: Emanuela Rusta (Albanien) |
| 19:00 UTC+3 | 19:00 UTC+3      |                  |                 |                                                                                       | Liepāja Publik: 673 Domare: Emanuela Rusta (Albanien) | Liepāja Publik: 673 Domare: Emanuela Rusta (Albanien) |

|             | 4 oktober 2019 | Ungern | 0 – 5           | Sverige                                                                                    | Diósgyőri Stadion                                      |                                                        |
| 20:15 UTC+2 | 20:15 UTC+2    |        | (0 – 1) Rapport | 13′ Magdalena Eriksson 46′, 51′ Madelen Janogy 90+3′ Sofia Jakobsson 90+5′ Loreta Kullashi | Miskolc Publik: 1 428 Domare: Melis Özçiğdem (Turkiet) | Miskolc Publik: 1 428 Domare: Melis Özçiğdem (Turkiet) |
| 20:15 UTC+2 | 20:15 UTC+2    |        |                 |                                                                                            | Miskolc Publik: 1 428 Domare: Melis Özçiğdem (Turkiet) | Miskolc Publik: 1 428 Domare: Melis Özçiğdem (Turkiet) |
| 20:15 UTC+2 | 20:15 UTC+2    |        |                 |                                                                                            | Miskolc Publik: 1 428 Domare: Melis Özçiğdem (Turkiet) | Miskolc Publik: 1 428 Domare: Melis Özçiğdem (Turkiet) |

|             | 8 oktober 2019 | Sverige | 7 – 0           | Slovakien | Gamla Ullevi                                                   |                                                                |
| 18:45 UTC+2 | 18:45 UTC+2    | Kosovare Asllani 26′ Lina Hurtig 30′ Linda Sembrant 34′ Nathalie Björn 60′ Stina Blackstenius 65′, 68′ Fridolina Rolfö 90′ | (3 – 0) Rapport |           | Göteborg Publik: 9 748 Domare: Elvira Nurmustafina (Kazakstan) | Göteborg Publik: 9 748 Domare: Elvira Nurmustafina (Kazakstan) |
| 18:45 UTC+2 | 18:45 UTC+2    | |                 |           | Göteborg Publik: 9 748 Domare: Elvira Nurmustafina (Kazakstan) | Göteborg Publik: 9 748 Domare: Elvira Nurmustafina (Kazakstan) |
| 18:45 UTC+2 | 18:45 UTC+2    | |                 |           | Göteborg Publik: 9 748 Domare: Elvira Nurmustafina (Kazakstan) | Göteborg Publik: 9 748 Domare: Elvira Nurmustafina (Kazakstan) |

## Träningslandskamp höst
|             | 7 november  | USA                                    | 3 – 2           | Sverige                | Mapfre Stadium                                             |                                                            |
| 19:30 UTC−7 | 19:30 UTC−7 | Carli Lloyd 6′, 31′ Christen Press 28′ | (3 – 0) Rapport | 75′, 79′ Anna Anvegård | Columbus, Ohio Publik: 20 903 Domare: Katja Koroleva (USA) | Columbus, Ohio Publik: 20 903 Domare: Katja Koroleva (USA) |
| 19:30 UTC−7 | 19:30 UTC−7 |                                        |                 |                        | Columbus, Ohio Publik: 20 903 Domare: Katja Koroleva (USA) | Columbus, Ohio Publik: 20 903 Domare: Katja Koroleva (USA) |
| 19:30 UTC−7 | 19:30 UTC−7 |                                        |                 |                        | Columbus, Ohio Publik: 20 903 Domare: Katja Koroleva (USA) | Columbus, Ohio Publik: 20 903 Domare: Katja Koroleva (USA) |

## Sveriges målgörare 2019
- Kosovare Asllani 6
- Sofia Jakobsson 4 + 1
- Linda Sembrant 4 + 1
- Stina Blackstenius 4
- Madelen Janogy 4
- Nathalie Björn 3 + 1
- Mimmi Larsson 3
- Anna Anvegård 2 + 1
- Lina Hurtig 2
- Caroline Seger 2
- Fridolina Rolfö 2
- Magdalena Eriksson 1 + 1
- Elin Rubensson 1
- Amanda Ilestedt 1
- Loreta Kullashi 1

### Fotnoter
1. ↑  ”Så spelas Algarve Cup”. svenskfotboll.se. Svenska Fotbollförbundet. 9 januari 2019. https://www.svenskfotboll.se/nyheter/landslag/2019/1/dam-spelschema-algarve-cup/. Läst 29 juni 2022.
2. 1 2  ”Algarve Cup Damer”. flashscore.se. Livesport Media Ltd, Malta. https://www.flashscore.se/fotboll/varld/algarve-cup-damer-2019/. Läst 29 juni 2022.
3. ↑  Frida Fagerlund (6 mars 2019). ”Sverige fyra i Algarve Cup efter straffdrama”. aftonbladet.se. Aftonbladet. https://www.aftonbladet.se/sportbladet/fotboll/a/Mg4nVK/sverige-fyra-i-algarve-cup-efter-straffdrama. Läst 29 juni 2022.